# Stacy Keach
Pour les articles homonymes, voir Keach.
Stacy Keach est un acteur américain, né le 2 juin 1941 à Savannah (Géorgie).

## Biographie
Il est le fils de l'acteur Stacy Keach, Sr. (en) et le frère aîné de l'acteur James Keach.
Il a régulièrement tenu le rôle du détective privé Mike Hammer dans les années 1980. Il reprend ainsi ce personnage dans les téléfilms Il pleut des cadavres (More Than Murder) en 1984, Le Retour de Mike Hammer (The Return of Mickey Spillane's Mike Hammer) en 1986 et Le Carnet fatal (Mike Hammer: Murder Takes All) en 1989 ainsi que dans les séries télévisées Mike Hammer (Mickey Spillane's Mike Hammer) en 1984-1985 et Le Retour de Mike Hammer (The New Mike Hammer) en 1986-1987. Dans les années 1990, il incarne une dernière fois le détective dans la série Mike Hammer (Mike Hammer, Private Eye). 
Au cours de sa carrière, il a également interprété des personnages aussi divers que Doc Holliday, Barabbas, Napoléon Bonaparte, Martin Luther, Frank James, Ernest Hemingway et le pirate Benjamin Hornigold dans des productions pour la télévision et le cinéma.
En 1976, il joue le rôle du shérif adjoint Lou Ford dans le film noir Ordure de flic (The Killer Inside Me) de Burt Kennedy. Ce film est une adaptation du roman Le Démon dans ma peau de Jim Thompson.

## Filmographie

### Comme acteur

#### Cinéma
- 1968 : Le cœur est un chasseur solitaire (The Heart Is a Lonely Hunter) de Robert Ellis Miller : Blount
- 1970 : La Balade du bourreau (The Traveling Executioner) de Jack Smight : Jonas Candide
- 1970 : Brewster McCloud de Robert Altman : Abraham Wright
- 1970 : End of the Road d'Aram Avakian : Jacob Horner
- 1971 : Doc Holliday de Frank Perry : Doc Holliday
- 1972 : Juge et Hors-la-loi (The Life and Times of Judge Roy Bean) de John Huston : Bad Bob
- 1972 : Les flics ne dorment pas la nuit (The New Centurions) de Richard Fleischer : Roy Fehler
- 1972 : La Dernière Chance (Fat City) de John Huston : Billy Tully
- 1973 : L'Or noir de l'Oklahoma (Oklahoma Crude) de Stanley Kramer
- 1974 : Luther de Guy Green : Martin Luther
- 1974 : The Gravy Train de Jack Starrett : Calvin
- 1974 : Watched! de John Parsons : Mike Mandell / 'Sonny'
- 1975 : Conduct Unbecoming de Michael Anderson : Capitaine Harper
- 1976 : Ordure de flic (The Killer Inside Me) de Burt Kennedy : Lou Ford
- 1977 : Les Duellistes (The Duellists) de Ridley Scott : Le narrateur
- 1977 : Le Piège infernal (The Squeeze) de Michael Apted : Jim Naboth
- 1978 : La Montagne du dieu cannibale (La montagna del dio cannibale) de Sergio Martino : Professeur Edward Foster
- 1978 : Faut trouver le joint (Up in Smoke) de Lou Adler : Sergent Stedenko
- 1980 : La Neuvième Configuration (The Ninth Configuration) de William Peter Blatty : colonel Vincent Kane
- 1980 : Le Gang des frères James (The Long Riders) de Walter Hill : Frank James
- 1981 : Déviation mortelle (Roadgames) de Richard Franklin : Patrick "Pat" Quid
- 1982 : Butterfly de Matt Cimber : Jess Tyler
- 1982 : That Championship Season de Jason Miller : James Daley
- 1990 : False ldentity de James Keach : Ben Driscoll / Harlan Errickson
- 1990 : Class of 1999 de Mark L. Lester : Docteur Bob Forrest
- 1991 : Milena de Véra Belmont : Jesenski
- 1993 : Sunset Grill de Kevin Connor : Harrison Shelgrove
- 1996 : Los Angeles 2013 (Escape from L.A) de John Carpenter : commandant Malloy
- 1997 : Future Fear de Lewis Baumander
- 1998 : American History X  de Tony Kaye : Cameron Alexander
- 1999 : Icebreaker (en) de David Giancola
- 2000 : Mercy Streets de Jon Gunn
- 2000 : Unshackled de Bart Patton
- 2001 : Sunstorm de Mike Marvin
- 2001 : Birds of Passage de Neil Hollander
- 2002 : Boomtown : le père de David McNorris
- 2004 : Galaxy Hunter de Mark Borchetta
- 2004 : The Hollow de Kyle Newman
- 2004 : El Padrino de Damian Chapa
- 2005 : Keep Your Distance de Stu Pollard
- 2005 : Man with the Screaming Brain de Bruce Campbell : Professeur Ivan Ivanovich Ivanov
- 2008 : W. : L'Improbable Président (W.) d'Oliver Stone : Earle Hudd
- 2009 : Chicago Overcoat : Ray Berkowski
- 2009 : Imbued de Rob Nilsson : Donatello
- 2010 : The Portal de Serge Rodnunsky : Professeur Haffler
- 2010 : Le Voyage extraordinaire de Samy (Sammy's avonturen: De geheime doorgang) de Ben Stassen : rôle inconnu (voix anglophone)
- 2010 : Machete de Robert Rodriguez et Ethan Maniquis : Doc Franklin (non crédité)
- 2011 : Cellmates de Jesse Baget : Warden Merville
- 2011 : Jerusalem Countdown de Harold Cronk : Jackson
- 2011 : Apocalypse climatique (Storm War) de Todor Chapkanov : Marcus Grange
- 2012 : The Great Chameleon de Goran Kalezic : Max
- 2012 : Jason Bourne : L'Héritage (The Bourne Legacy) de Tony Gilroy : l’amiral à la retraite Mark Turso
- 2012 : The Architect (vidéo) de Fatmir Doga : Jon
- 2013 : Nebraska d'Alexander Payne : Ed Pegram
- 2013 : Sin City : J'ai tué pour elle (Sin City: A Dame to Kill For) de Frank Miller et Robert Rodriguez : Wallenquist
- 2014 : Si je reste (If I Stay) de R.J Cutler : le grand-père
- 2015 : Cell de Tod Williams : Charles Ardai
- 2015 : Truth : Le Prix de la vérité (Truth) de James Vanderbilt : Bill Burkett
- 2016 : Gold de Stephen Gaghan : Clive Coleman
- 2018 : Gotti de Kevin Connolly : Aniello Dellacroce

#### Télévision
- 1964 : Channing (série) : Le collègue (épisode The Face in the Sun)
- 1967 : The Winter's Tale de Barry Boys : Autolycus
- 1968 : Macbeth de Barry Boys : Banquo
- 1971 : Net Playhouse de Arthur Barron : Wilbur Wright (épisode Les Frères Wright)
- 1972 : Particular Men de Glenn Jordan : William Benjamin
- 1973 : The Man of Destiny de Joseph Hardy :  Napoleon Bonaparte
- 1974 : Les inconnus du désert (All the Kind Strangers) de Burt Kennedy :  Jimmy Wheeler
- 1977 : Jésus de Nazareth (Jesus of Nazareth) de Franco Zeffirelli : Barrabas (4 épisodes)
- 1978 : Sauvez le Neptune (Gray Lady Down) de David Greene
- 1983 : Princesse Daisy (Princess Daisy)
- 1984 : L'Amour en héritage (Mistral's Daughter) de Douglas Hickox Kevin Connor : Julien Mistral
- 1984 : Il pleut des cadavres (More Than Murder)
- 1984 : Mike Hammer (Mickey Spillane's Mike Hammer)
- 1986 : Le Retour de Mike Hammer (The Return of Mickey Spillane's Mike Hammer)
- 1986 : Le Retour de Mike Hammer (The New Mike Hammer)
- 1988 : Hemingway (série télévisée biographique) : Ernest Hemingway
- 1989 : Le Carnet fatal (Mike Hammer: Murder Takes All)
- 1991 : Nom de code : Requin, film TV de Robert Iscove : Captain Charles McVay
- 1991 : Les Mystères de la jungle noire (I Misteri della giungla nera) de Kevin Connor: Colonel Edward Corishant
- 1992 : Le Volant De La Mort (Silent Thunder)
- 1993 : Petits cauchemars avant la nuit (Body Bags) de John Carpenter : Richard Coberts, segment Les Cheveux du Docteur Miracle (Hair)
- 1996 : Le Lac Ontario (téléfilm) de Donald Shebib
- 1997 : Mike Hammer (Mike Hammer, Private Eye)
- 1998 : Les Oiseaux de passage de Neil Hollander : Le capitaine Savienko
- 2000 : Offensive pour un flic (Militia) de Jim Wynorski
- 2000 - 2002 : Titus (série télévisée) : Ken Titus
- 2001 : Le Feu qui venait du ciel (Lightning: Fire from the Sky) de David Giancola
- 2004 - 2007: Ned ou Comment survivre aux études: Monsieur Sweeney
- 2005 : Prison Break de Paul Scheuring : (saison 1 (sauf épisodes 10 et 16) et saison 2, épisodes 1, 2 et 17) : Directeur Henry Pope
- 2006 : Urgences : le père de Tony Gates (incarné par John Stamos) durant 3 épisodes.
- 2006 : Le Trésor de Barbe-Noire de Kevin Connor (TV) (mini-série)
- 2008 : Nanny Express (The Nanny Express) : Révérend MacGregor
- 2009 : Le Boxeur (TV) (téléfilm)
- 2010 - 2011 : Mon oncle Charlie (Two and a Half Men) - Saison 7, épisodes 13, 16, 17 et 22 : Tom, le père de Chelsea
- 2011 : Lights Out - Saison unique de 13 épisodes : Pops
- 2011 : Hindenburg : le géant des airs (Hindenburg) (téléfilm) : Edward van Zandt
- 2011 : Bored to Death - Saison 3, épisodes 7 et 8 : Bergeron
- 2012 : The Neighbors - Saison 1, épisode 8 : Dominick
- 2013 : Brooklyn Nine-Nine - Saison 1, épisode 8 : Jimmy Brogan
- 2013 : 1600 Penn - Saison 1, épisode 3 : Sénateur Frohm Thoroughgood
- 2014 : New York, Unité Spéciale - Saison 16, épisode 2 : Orion Bauer
- 2015 : NCIS : Nouvelle-Orléans saison 1 épisode 15 Le Carnaval de la mort  et saison 1 épisode 23 Ma ville: Cassius Pride
- 2016 : Ray Donovan : saison 4 épisodes 7 et 8 : "Le texan"
- 2017 : NCIS : Nouvelle-Orléans :Saison 4 épisode 10 Miroir, mon beau miroir : Cassius Pride
- depuis 2017 : Blue Bloods : Cardinal Kevin Kearns (récurrent depuis la saison 7)
- 2018 : NCIS : Nouvelle-Orléans : Saison 5 épisode 5 Les liens du sang , épisode 10 Compte à rebours, épisode 11 L'ennemi invisible: Cassius Pride
- 2018 : Blacklist : saison 6 épisode 13: Robert Vesco
- 2023 : Blacklist : saison 09 épisode 3: Robert Vesco

### Comme producteur délégué
- 1980 : Le Gang des frères James (The Long Riders) de Walter Hill
- 1997-1998 : Mike Hammer (Mike Hammer, Private Eye) (coproducteur délégué)

### Comme scénariste
- 1980 : Le Gang des frères James (The Long Riders) de Walter Hill

## Voix françaises
En France, Bernard Tiphaine (décédé en octobre 2021) était la voix française régulière de Stacy Keach,. Serge Sauvion, a également été une voix régulière de l'acteur, l'ayant doublé à treize reprises. Depuis, Jean Barney, l'a aussi doublé à six reprises.